# Levieria acuminata
Levieria acuminata är en tvåhjärtbladig växtart som beskrevs av Perk.. Levieria acuminata ingår i släktet Levieria och familjen Monimiaceae. Inga underarter finns listade i Catalogue of Life.